# Star Wars: Battlefront II (videogioco 2017)
Star Wars: Battlefront II è un videogioco sparatutto in prima e terza persona basato sul franchise di Guerre stellari. È il quarto capitolo ufficiale della serie Star Wars: Battlefront ed è il seguito dello Star Wars: Battlefront del 2015. È stato sviluppato da EA DICE in collaborazione con Criterion Games e Motive Studios, e pubblicato da Electronic Arts.
Diversamente dal capitolo precedente, il gioco presenta una modalità storia e la modalità multigiocatore è dotata di un sistema di classi; le ambientazioni spaziano da quelle della trilogia originale a quelle della trilogia prequel e di quella sequel. Il gioco è stato pubblicato il 17 novembre 2017 in tutto il mondo per PlayStation 4, Xbox One e Microsoft Windows.
Il videogioco è stato oggetto di forti critiche a causa del sistema di microtransazioni, giudicato troppo vantaggioso e paragonato al gioco d'azzardo.

## Sviluppo
Il 10 maggio 2016, venne annunciato l'inizio delle lavorazioni per Star Wars: Battlefront II, coadiuvato da EA DICE in collaborazione con Criterion Games e i Motive Studios di Jade Raymond.
Bernd Diemer, il direttore creativo della produzione, ha dichiarato che il nuovo gioco non avrebbe avuto un Pass Stagionale a pagamento, dato che quello del predecessore "aveva 'scisso' la player base del capitolo precedente".
Il produttore esecutivo Mark Webster annunciò, alla Star Wars Celebration di Orlando del 15 aprile 2017, che il gioco sarebbe stato pubblicato il 17 novembre 2017.

### Aggiornamenti
Invece del contenuto scaricabile Season Pass (DLC) visto nel predecessore del 2015, questo gioco è ampliato con DLC gratuito fornito a tutti i giocatori con un account EA gratuito. Il DLC è gratuito per tutti i giocatori, utilizzando una struttura stagionale simile a Overwatch e Rainbow Six Siege, secondo Gavankar.
La prima stagione, pubblicata il 13 dicembre 2017, era basata sul film Star Wars - Gli ultimi Jedi e includeva l'eroe Finn (John Boyega) e il cattivo Capitano Phasma (Gwendoline Christie), il pianeta Crait come mappa del terreno e una mappa spaziale sopra D'Qar. La seconda stagione, pubblicata il 16 maggio 2018, era basata sul film Solo: A Star Wars Story e includeva il palazzo di Jabba the Hutt e Kessel come mappe di base, le nuove modalità di gioco "Hero Showdown" ed "Extraction", nuove skin per i personaggi di Chewbecca, Lando, Ian e Leila. La serie seguente di contenuti è stata pubblicata il 9 giugno 2018, durante EA Play, che presentava i contenuti della trilogia prequel di Star Wars, incentrata sull'origine delle guerre dei cloni con il pianeta Geonosis come una mappa di terra, due nuove modalità: Supremazia e Cooperazione e nuovi eroi: Obi-Wan Kenobi (James Arnold Taylor) e Anakin Skywalker (Matt Lanter) e il cattivo Generale Grievous (Matthew Wood) e il Conte Dooku (Corey Burton).

## Modalità di gioco
Star Wars: Battlefront II presenta una campagna per giocatore singolo, un sistema di classi personalizzabili, nonché contenuti tratti dai film Il risveglio della Forza, Gli ultimi Jedi, L'ascesa di Skywalker, Rogue One: A Star Wars Story, Solo: A Star Wars Story e dalle serie animate The Clone Wars e Rebels.

### Campagna
Sono presenti 3 principali segmenti della campagna, in cui sono giocabili diversi personaggi in ognuno:
- Iden Versio e l'Impero: Iden Versio, comandante della squadra Inferno, dopo essersi fatta catturare di proposito dai ribelli per recuperare informazioni, fugge con una operazione di estrazione organizzata con la sua squadra. Dopo essere tornata sulla nave, la squadra Inferno viene incaricata di una missione sulla luna boscosa di Endor, dove successivamente comincia l'attacco dell'Alleanza Ribelle alla seconda Morte Nera, ma l'Impero sottovaluta il nemico, perdendo la stazione da battaglia e l'Imperatore stesso. La squadra Inferno, dopo essere riuscita a fuggire dalla luna, viene incaricata dall'ammiraglio Versio[17], padre di Iden, di verificare l'avanzamento dell'operazione Cenere[18], ma la missione sta venendo testata sul pianeta natale di Iden Versio, per il quale essa si rifiuta e ammutina all'Impero insieme al componente della squadra Del Meeko[19], unendosi alla Ribellione. In questa parte della campagna Iden Versio è l'unico personaggio utilizzabile, insieme al suo droide.
- Iden Versio e la Ribellione: Iden e Del, fuggiti dall'Impero insieme alla loro nave, si uniscono alla ribellione e insieme ad essa li aiutano a portare a termine diverse missioni, come la difesa di Naboo da parte di un attacco imperiale assieme al generale Leila Organa, fino alla battaglia finale della Guerra civile galattica su Jakku, che segnò la sconfitta definitiva dell'Impero. Durante questo segmento di campagna, sono molteplici le missioni in cui il giocatore utilizza personaggi celebri, come la missione di ricontatto con Ian Solo, che mentre si trova su Takodana viene attaccato dall'Impero e il giocatore ha l'occasione di utilizzarlo, così come nella missione di esplorazione di Lando Calrissian. Particolare in questo pezzo della campagna la missione di Luke Skywalker, alla ricerca di un deposito di cimeli dell'Imperatore, nella quale si imbatte in Del Meeko[19] prima che passasse alla Ribellione, nella quale il giocatore, nei panni di Luke, collabora con Del per arrivare all'obbiettivo.
- Iden Versio e il Primo Ordine: Iden e Del, che durante la guerra contro l'Impero si erano accorti di essere innamorati l'uno per l'altro, hanno una figlia, Zay Versio[20]; entrambi, insieme alla ribellione ora la Nuova Repubblica, aiutano a riportare la pace e l'ordine che l'Impero aveva scombussolato, ignorando però il pericolo sempre più imminente del Primo Ordine, che difatti cattura Del Meeko e, dopo esser stato interrogato da Kylo Ren con la Forza, viene ucciso per vendetta dal suo vecchio alleato della squadra Inferno, Gideon Hask[21], ora alleato del primo ordine. In questa terza parte della campagna viene utilizzato Kylo Ren durante l'interrogazione di Del e Iden Versio nell'addestramento di pilotaggio di sua figlia.

### Multigiocatore
Il Sistema Eroe presente in Star Wars: Battlefront continuerà ad essere presente, con l'aggiunta di nuovi personaggi come Yoda, Darth Maul, Rey, Kylo Ren, Finn, e il Capitano Phasma.
Sono presenti diverse modalità di gioco:
- Assalto galattico: il videogiocatore combatte in una serie di mappe a obiettivi, adatte per combattimenti tra squadre di grandi dimensioni. Due squadre da venti giocatori si scontrano in località inconfondibili della saga di Guerre stellari. È possibile pilotare diversi veicoli, scegliere tra quattro classi di soldati, chiedere rinforzi e diventare un eroe (dopo aver guadagnato sufficienti punti sul campo di battaglia). Gli attaccanti devono completare una serie di obiettivi per vincere e i difensori devono fermarli prima che completino l’obiettivo finale entro il tempo previsto.
- Supremazia: combattimenti non lineari sulla terraferma e assalti a navi da battaglia si fondono in questa modalità. Durante i combattimenti sulla superficie dei diversi pianeti, le due squadre avversarie ricevono rinforzi man mano che conquistano dei posti di comando. La prima squadra che riesce ad avere tutti i rinforzi può abbordare la nave. Se l'abbordaggio fallisce, le due fazioni si ritrovano sul campo di battaglia.
- Assalto caccia stellari: uguale alla modalità assalto galattico solo che in questa modalità ci sono i caccia stellari al posto della fanteria.
- Eliminazione: due squadre che si combattono e la squadra che finisce i rientri perde. Questa modalità permette di invitare giocatori per affrontare frenetici combattimenti ravvicinati.
- Eroi contro malvagi: simile a eliminazione solo che in questa modalità ci sono solo eroi. I più celebri personaggi di Guerre stellari si scontrano gli uni contro gli altri in spettacolari battaglie quattro contro quattro.
- Scontro tra eroi: due squadre formate da due personaggi eroici combattono tra loro in partite da tre Round ciascuna. La prima squadra che si aggiudica tre round vince.
- Conflitto caccia stellari: come scontro tra eroi solo che in questa modalità si usano caccia stellari eroici al posto degli eroi.
- Attacco/Estrazione: due squadre da otto giocatori ciascuna si scontrano in scenari a obbiettivi in tre round.
- Caccia Ewok: in questa modalità si sfidano 2 squadre, "gli assaltatori" e "gli Ewok", dove gli assaltatori devono sopravvivere per circa 15 minuti a gli attacchi degli Ewok, che quest'ultimi sono armati di lancia, fionda e un corno "della forza", invece gli assaltatori sono armati di blaster E-11 e DLT-19 (ma non è dato nell'inventario all'inizio della partita). Inoltre nella mappa si possono trovare: casse per DLT-19, trasmettitore (con una variante che se usato si apre mostrando caschi di soldati morti). Le mappe dove si gioca la modalità sono Stazione di Ricerca 9 e Villaggio Ewok. La Stazione di Ricerca 9 è molto più vantaggiosa per gli assaltatori, mentre il Villaggio Ewok è ottimo per gli Ewok nemici.
- Cooperativa: il videogiocatore fa squadra con altri tre giocatori e altri dieci IA alleati e deve contendere gli obiettivi combattendo quattordici nemici controllati dall'IA. Gli attaccanti per vincere devono conquistare tutti i settori prima dello scadere del tempo mentre i difensori per vincere devono respingere i nemici fino alla scadere del tempo.
- Azione immediata: il videogiocatore partecipa a battaglie offline su vasta scala contro avversari controllati dall'IA, con l'obiettivo di conquistare la maggior parte dei posti di comando.

## Doppiaggio
Di seguito sono riportati i doppiatori che hanno prestato la voce ai principali personaggi del videogioco:
| Personaggio               | Doppiatore originale             | Doppiatore italiano |
| ------------------------- | -------------------------------- | ------------------- |
| Iden Versio               | Janina Gavankar                  | Patrizia Mottola    |
| Del Meeko                 | T. J. Ramini                     | Luigi Rosa          |
| Gideon Hask               | Paul Blackthorne                 | Alessandro Zurla    |
| Ammiraglio Garrick Versio | Anthony Skordi                   | Gianni Gaude        |
| Lando Calrissian          | Billy Dee Williams               | Marco Balzarotti    |
| Yoda                      | Tom Kane                         | Oliviero Corbetta   |
| Dart Fener                | Matt Sloan                       | Marco Balbi         |
| Imperatore Palpatine      | Sam Witwer                       | Raffaele Fallica    |
| Darth Maul                | Sam Witwer                       | Claudio Moneta      |
| Obi-Wan Kenobi            | James Arnold Taylor              | ?                   |
| Anakin Skywalker          | Matt Lanter                      | Paolo De Santis     |
| Conte Dooku               | Corey Burton                     | Marco Pagani        |
| Generale Grievous         | Matthew Wood                     |                     |
| Boba Fett                 | Temuera Morrison                 | Andrea Bolognini    |
| Kylo Ren                  | Matthew Wood e Roger Craig Smith | Jacopo Calatroni    |

Il doppiaggio e la localizzazione in lingua italiana sono stati realizzati dalla Synthesis International di Milano.

## Accoglienza

### Critica
| Testata                          | Versione | Giudizio |
| -------------------------------- | -------- | -------- |
| Metacritic (media al 17-11-2019) | PS4      | 68/100   |
| Metacritic (media al 17-11-2019) | XONE     | 66/100   |
| Metacritic (media al 17-11-2019) | PC       | 65/100   |
| Destructoid                      | -        | 5/10     |
| Edge                             | -        | 4/10     |
| EGM                              | -        | 7/10     |
| Everyeye.it                      | -        | 8,6/10   |
| Game Informer                    | -        | 6,5/10   |
| GamesRadar+                      | -        | 4/5      |
| GameRevolution                   | -        | 2.5/5    |
| GameSpot                         | -        | 6/10     |
| Giant Bomb                       | -        | 2/5      |
| IGN                              | -        | 6,5/10   |
| IGN                              | -        | 8,8/10   |
| Multiplayer.it                   | -        | 8,3/10   |
| PCG (USA)                        | -        | 63/100   |
| The Games Machine                | -        | 8/10     |

Star Wars Battlefront II ha ricevuto recensioni "miste o nella media" secondo l'aggregatore Metacritic. Le recensioni degli utenti su Metacritic raggiunsero per la versione PlayStation 4 un punteggio minimo di 0,8/10, per via delle controversie sulle microtransazioni e del conseguente review bombing.
La rivista italiana The Games Machine ha assegnato al videogioco un voto "più che buono" (8/10), plaudendo la campagna ben scritta, la gran quantità di contenuti ben fatti e definendo il titolo «il miglior spettacolo audiovisivo dell'anno» e la modalità "Assalto Caccia Stellari" come «imperdibile per qualsiasi appassionato», ma rammaricandosi tuttavia per la poca originalità, per il sistema di crescita troppo basato sulla fortuna e sulla presenza - iniziale - delle microtransazioni:
Il sito web Everyeye.it ha notato come Star Wars: Battlefront 2 si sia migliorato sotto tutti gli aspetti rispetto al suo predecessore, regalando una campagna di indubbia qualità e un PvP che funziona bene, più completo, meritocratico nelle meccaniche e ispirato nel level design delle arene.

### Vendite
Negli USA Star Wars Battlefront II fu il secondo titolo più venduto di novembre 2017 dopo Call of Duty: WWII. Nella prima settimana di commercializzazione in Giappone, la versione per PlayStation 4 del videogioco vendette 38 769 copie, piazzando il titolo alla quarta posizione nella classifica delle vendite. A dicembre 2017, il gioco aveva venduto 9 milioni di copie in tutto il mondo. A gennaio 2018, EA annunciò che il gioco aveva mancato l'obiettivo delle 10 milioni di copie in quel momento, rammaricandosi per le controversie sul meccanismo delle casse bottino. Il 30 novembre 2019 la Electronic Arts ha annunciato che i due titoli di Star Wars: Battlefront, I e II, avevano totalizzato ad allora ben 33 milioni di copie vendute, complessivamente su tutte le piattaforme disponibili.

### Controversie
Battlefront II è stato oggetto di forti critiche riguardo al sistema di microtransazioni, in quanto giudicato troppo vantaggioso per gli utenti disposti a fare acquisti per oggetti nel gioco. Il videogioco è stato preso in esame dalle autorità di diversi stati, venendo paragonato al gioco d'azzardo. Il giorno prima della pubblicazione finale del titolo, Electronic Arts rimosse interamente il sistema dei micropagamenti, annunciando dei cambiamenti per una successiva riaggiunta degli acquisti.